# Nedra Ärtasen
Nedra Ärtasen är en sjö i Ovanåkers kommun i Hälsingland och ingår i Ljusnans huvudavrinningsområde. Sjön har en area på 0,217 kvadratkilometer och ligger 246,4 meter över havet.

## Delavrinningsområde
Nedra Ärtasen ingår i det delavrinningsområde (681406-148585) som SMHI kallar för Utloppet av Nedre Ärtassen. Medelhöjden är 269 meter över havet och ytan är 5,44 kvadratkilometer. Det finns inga avrinningsområden uppströms utan avrinningsområdet är högsta punkten. Vattendraget som avvattnar avrinningsområdet har biflödesordning 4, vilket innebär att vattnet flödar genom totalt 4 vattendrag innan det når havet efter 115 kilometer. Avrinningsområdet består mestadels av skog (93 procent). Avrinningsområdet har 0,21 kvadratkilometer vattenytor vilket ger det en sjöprocent på 3,9 procent.